# 鬼殺の剣
『鬼殺の剣』（귀살의검）は、2020年4月24日に配信開始されたiOS/Androidスマートフォン用ゲームアプリ。『グィサルの剣』とも呼ばれる。2020年4月29日にサービス終了。
運営会社は韓国のテンナイン。主人公は家族を鬼（ヒョルグイ）に殺された達也という少年で、鬼と戦っていくゲーム。言語は韓国語（ハングル）だが、ボイスは日本語で収録されている。

## 登場人物
達也（타츠야）
本作の主人公。家族を鬼にされた。水の力を宿した剣を使い、鬼を斬る。
カスミ
達也の妹。鬼にされている。

## ゲームシステム
戦闘パート
戦闘はサイドビューの強制横スクロールで展開する。プレイヤーや出現する敵を攻撃するが、右下のボタンを押すことでスキルを使用できる。左下のボタンは強力な必殺技を発動する。
ガチャ
ガチャではキャラクターや武器をランダムに入手できる。入手した武器を装備することで、戦闘で使用することができる。育成することでより強くできる。

## 騒動
吾峠呼世晴が2016年から2020年まで連載していた漫画『鬼滅の刃』との類似から、盗作ではないかと批判が出ていた。また、ゲーム自体も『ソードマスター・ストーリー』と同じであると指摘されていた。制作会社は盗作であるとは認めなかったものの謝罪し、配信開始からわずか5日でサービスを終了した。